# Encephalartos laevifolius
Encephalartos laevifolius är en kärlväxtart som beskrevs av Otto Stapf och Burtt Davy. Encephalartos laevifolius ingår i släktet Encephalartos och familjen Zamiaceae. IUCN kategoriserar arten globalt som akut hotad. Inga underarter finns listade i Catalogue of Life.